# Vicente Guaita Panadero
Vicente Guaita Panadero (Torrent, 10. siječnja 1987.) je španjolski nogometaš koji igra na poziciji vratara. Trenutno je vratar momčadi Celta Vigo. Do 2009. je branio za drugu momčad s Mestalle, zvanu Valencia CF Mestalla, koja nastupa u Tercera División.